# Fødselsdagen
"Fødselsdagen" er den syvende episode af den danske tv-serie Matador. Den blev skrevet af seriens skaber Lise Nørgaard og instrueret af Erik Balling. Seriens musikalske tema er komponeret af Bent Fabricius-Bjerre. Den blev vist første gang på dansk tv den 17. november 1979.

## Handling
"To ting sætter sit afgørende præg på familien Varnæs i 1933. I banken har overretssagfører Jørgen Varnæs (Bent Mejding) måttet sælge sine aktier til landsretssagfører Skjold Hansen (Axel Strøbye) for at finansiere sin skilsmisse og diverse gældsposter. Skjold Hansen bringer en dynamisk ledelsesform til Korsbæk Bank, og det er personalet ikke vant til. På hjemmefronten skal man fejre fru Fernando Møhges (Karen Berg) 100 års fødselsdag. Hans Christian Varnæs (Holger Juul Hansen) indleder et forhold til bankassistenten Ulla (Karen-Lise Mynster)."

## Medvirkende
- Holger Juul Hansen - (Hans Christian Varnæs, bankdirektør)
- Malene Schwartz - (Maude Varnæs, bankdirektørfrue)
- Helle Virkner - (frk. Friis, Maudes søster)
- Bent Mejding - (Jørgen Varnæs, Hans Christians bror)
- Susse Wold - (Gitte Graa, Jørgen Varnæs' veninde)
- Elin Reimer - (Laura, kokkepige hos Varnæs)
- Kirsten Olesen - (Agnes, stuepige hos Varnæs)
- Lisbeth Frandsen - (Fru Svendsen, hjælp i køkkenet hos Varnæs)
- Karen Berg - (Fru Fernando Møhge, Hans Christians gudmor)
- Karin Nellemose - (Misse Møhge, Fru Fernando Møhges datter)
- Ove Sprogøe - (dr. Louis Hansen, ven af Varnæs')
- Bjørn Watt-Boolsen - (oberst Hachel, ven af Varnæs')
- Karl Stegger - (Konsul Emanuel Holm)
- Else-Marie Juul Hansen - (Konsulinde Oda Holm)
- Axel Strøbye - (Viggo Skjold Hansen, Landsretssagfører)
- Birthe Backhausen - (Musse Skjold Hansen, Viggos kone)
- John Hahn-Petersen - (Hr. Stein, bogholder i Korsbæk Bank)
- Ann Margrethe Schou - (Frk. Mortensen, kassererske i Korsbæk Bank)
- Karen-Lise Mynster - (Ulla Jacobsen, bankassistent i Korsbæk Bank)
- Jørgen Buckhøj - (Mads Andersen-Skjern)
- Ghita Nørby - (Ingeborg, Mads' kone)
- Buster Larsen - (grisehandler Oluf Larsen)
- Lily Broberg - (Katrine Larsen, Oluf Larsens kone)
- Jesper Langberg - (Kristen Andersen Skjern, Mads' lillebror)
- Anne Jensen - (Gudrun, stuepige)
- Claus Michel Heil - (Fritz, lærling i Tøjhuset)
- Holger Vistisen - (Bogholder Christiansen, i Omegnsbanken)
- Lars Høy - (Bankassistent i Omegnsbanken)
- Per Pallesen - (Severin Boldt, tjener på Jernbanerestauranten)
- Benny Hansen - ("Fede", Maler 'Frede' Hansen)
- Kurt Ravn - (Lauritz Jensen "Røde", jernbanearbejder)
- Hardy Rafn - (Godtfred Lund, Byrådssekretær)
- Tove Maës - (Lilli Lund Godtfred Lunds kone)
- Lene Larsen - (Tjenestepige hos Godtfred Lund)
- Holger Perfort - (Olsen, overtjener på Postgården)
- Rigmor Hvidtfeldt - (Garderobedame på Postgården)
- Arthur Jensen - (Rudolf Schwann)
- Lis Løwert - (Violet Vinter, Arnolds mor)
- Esper Hagen - (Arnold Vinter, tidligere lærling i Damernes Magasin)
- Aage Poulsen - (Tjener Petersen i Skovpavillonen)
- Jørgen Langebæk - (Flyttemand)
- Ole Andreasen - (Resuméfortælleren)